# 帕克斯顿 (南达科他州)
帕克斯顿（英語：Parkston），是美国南达科他州下属的一座城市。根据2010年美国人口普查，该市有人口1,508人。2011年估计该市人口约有1,488人，年增长率为?1.33%。